# 1627
Cette page concerne l'année 1627  du calendrier grégorien.
L'année 1627 est une année commune qui commence un vendredi.

## Événements
- 17 février : les Anglais, conduits par William Courteen, colonisent La Barbade[1].

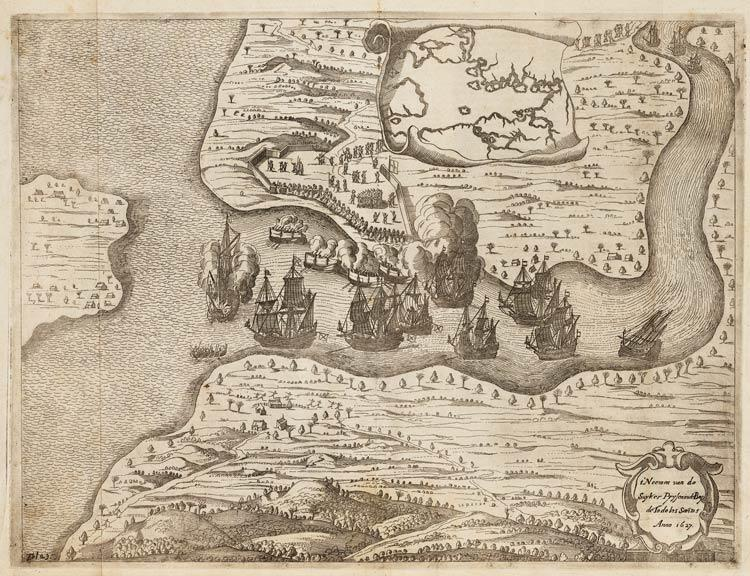
Piet Hein s'empare de navires chargés de sucre dans la baie de Tous les Saints.

- 1er mars : le marin hollandais Piet Hein menace Salvador de Bahia au Brésil[2].
- 29 avril : le Cardinal de Richelieu crée la Compagnie des Cent-Associés pour coloniser le Canada[3]. C’est une compagnie privée visant à contribuer aux efforts de colonisation (et qui détenait le monopole de la traite des fourrures). La compagnie avait le devoir d’amener 300 colons par année jusqu’en 1643. Elle obtient la Nouvelle-France (Acadie et Saint-Laurent) à titre de seigneurie (début du régime seigneurial) et le monopole perpétuel de l’exploitation des fourrures. Son programme sera paralysé par les hostilités entre la France et l’Angleterre.
- 13 mai : traité de partage des terres de  l'île Saint-Christophe entre Anglais (Thomas Warner) et Français (Belain d'Esnambuc, Urbain du Roissey)[4].
- 2 juin : Charles Ier d'Angleterre fait la concession de toutes les îles Caraïbes au comte de Carlisle[5].

- Maroc : le marabout Abou Hassoun fonde une principauté indépendante dans le Souss et l’Anti-Atlas (Zaouia d'Illigh)[6]. À la même époque, les Morisques, établis à l’embouchure du Bou Regreg, fondent une république corsaire oligarchique indépendante de Marrakech[7].

### Asie
- 19 mars : le père Alexandre de Rhodes débarque au  Tonkin où il crée une mission (1627-1646)[8]. Il met au point la latinisation de la langue vietnamienne.
- 2 octobre : début du règne de Chongzhen, dernier empereur Ming de Chine (fin en 1644)[9].
- 28 octobre : mort de Jahângîr[10]. Début du règne de Shâhryâr, empereur moghol des Indes (fin en 1628).
  - Jahângîr, qui tentait d’agrandir ses États dans le nord de l’Inde est vaincu par son général révolté contre les intrigues de Nûr Jahân, Mahabat Khan (en). L’empereur est fait prisonnier au Cachemire. Sa femme Nûr Jahân s’échappe et tente de rallier des troupes, puis est faite prisonnière à son tour. Elle parvient à s’évader avec Jahângîr et à rejoindre une importante armée de partisans, mais l’empereur meurt le 28 octobre. Son fils Shâhryâr, poussé par Nûr Jahân se proclame empereur à Lahore. Asaf Khan, beau-père de Khurram marche sur Lahore où il vainc Shâhryâr dont il crève les yeux.

- Viêt Nam : début d'une série de campagnes militaires menées au nom de la dynastie Lê par les Trịnh, contre les Nguyễn de Huế (fin en 1673)[11].
- Les Mandchous envahissent la Corée et prennent Pyongyang[12].
- Mauvaises récoltes répétées en Chine du Nord-Ouest. Disette au Shaanxi (1627-1628)[13].
- Japon : l’empereur Go-Mizunoo perd le droit de nommer les religieux à la tête des grands temples[14].

### Europe
- Janvier : naufrage devant les côtes de Saint-Jean-de-Luz et d'Arcachon d'une flotte portugaise : 7 navires coulés - deux énormes caraques des Indes de 1800 tonneaux, chargées de pierres précieuses et d'épices, escortées par 5 galions de guerre commandés par Dom Manuel de Meneses et portant la fine fleur de l'aristocratie portugaise, dont le futur écrivain baroque Dom Francisco Manuel de Melo, 17 ans -, 2000 morts, 300 rescapés[15].
- 4 février : banqueroute en Espagne[16].
- Mars : partage de la Hesse-Marbourg en faveur du landgrave de Hesse-Darmstadt[17].
- 26 mars : ordre d'expulsion des protestants de Haute-Autriche[18].
- 20 avril : alliance franco-espagnole contre l'Angleterre[17].
- 28 avril : le gouvernement britannique interdit tout commerce avec la France ; Louis XIII riposte par une pareille interdiction le 8 mai. L’Angleterre et la France se préparent à la guerre[19].
- 10 mai : constitution renouvelée de la Bohême imposée par Ferdinand aux « états renouvelés », c’est-à-dire uniquement catholique par l’expulsion des protestants[20]. On leur laisse les prérogatives financières et judiciaires, mais ils perdent le privilège d’élire le roi. La couronne de Bohême devient héréditaire dans la famille des Habsbourg ; le roi affirme sa prépondérance absolue sur la Diète. Il possède seul le droit de convocation, propose les nouveaux membres et nomme les grands officiers. La religion catholique est seule autorisée jusqu’en 1781. Une constitution semblable est appliquée en Moravie.
- Juin-juillet : Wallenstein envahit la Silésie[17], disperse l'armée danoise qui capitule à Kosel le 10 juillet[21], puis se retire en Basse-Saxe.
- 27 juin : Tilly prend Nordheim en Basse-Saxe[21].
- 20 juin-16 juillet : raid barbaresque sur l'Islande ; ceux-ci attaquent notamment Grindavík et les îles Vestmann, tuant une cinquantaine de personnes et en capturant près de 250 autres pour les vendre comme esclaves[22].

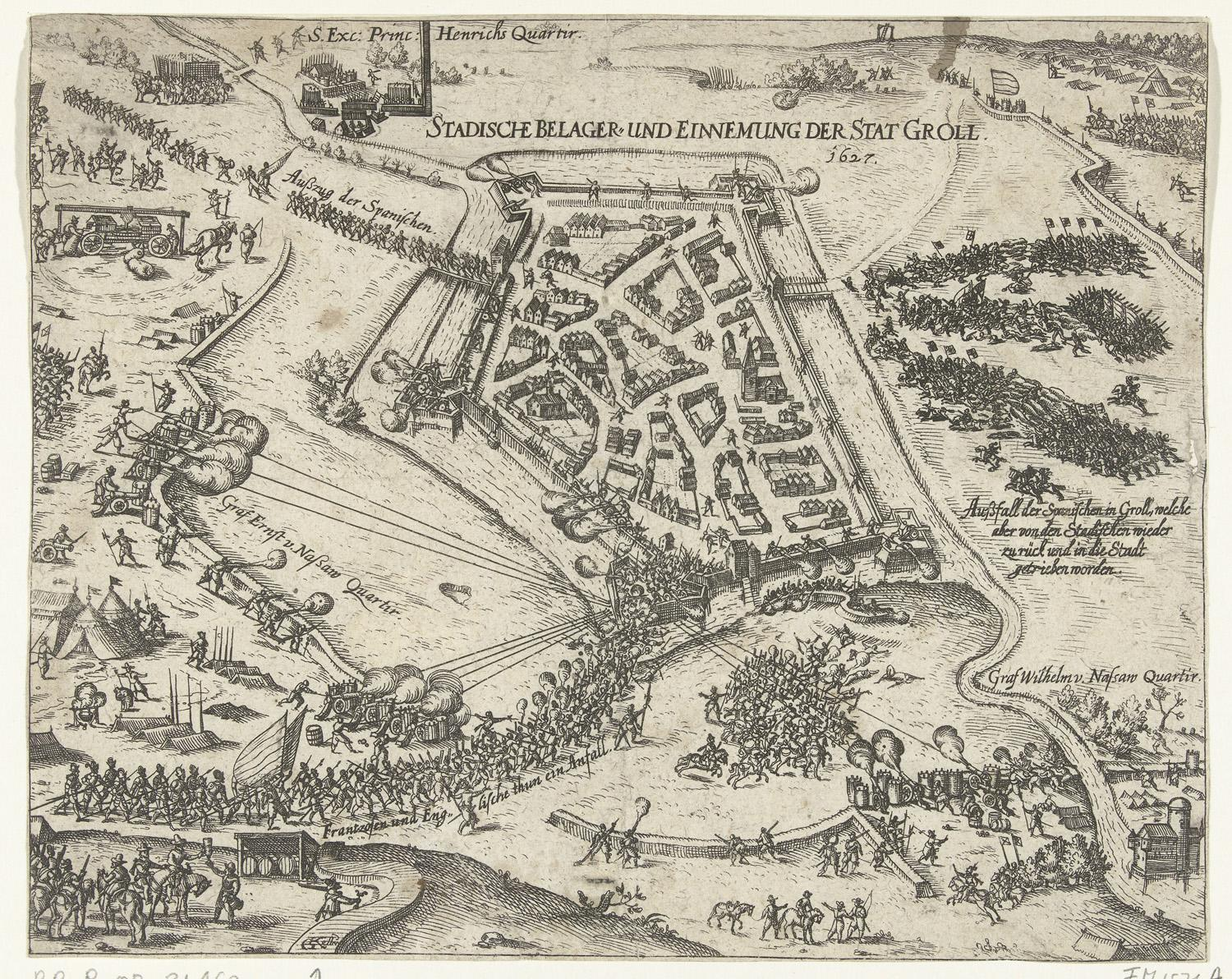
20 juillet-19 août : siège de Groenlo.

- 20 juillet-19 août : siège et prise de Groenlo par les Hollandais[23].
- 21 juillet : les Anglais débarquent dans l'île de Ré[24].
- 26 juillet : les conversos portugais sont de nouveau autorisés à émigrer en Castille par Olivares, qui utilise leur argent[25].
- 31 juillet : décret ordonnant aux nobles et chevaliers non catholiques d'abjurer ou de quitter la Bohême dans les six mois[26].
- Juillet-septembre : Wallenstein poursuit Mansfeld et occupe la Poméranie et le Mecklembourg[17].
- 1er août, Pologne : émeutes anti-protestantes à Lublin[27].
- 10 août : début du siège de La Rochelle[28].
- 1er septembre : réunion à Lauenbourg des trois armées impériales et confédérée sous Wallenstein, Tilly, et le duc de Lunebourg[21].
- 13 septembre : les Turcs signent le traité de paix de Szöny avec l'empereur allemand Ferdinand III[29].
- 20 septembre : prise d'Itzehoe par les impériaux de Wallenstein ; retraite de l'armée danoise[21].
- 8 octobre : prise de Pinneberg par les impériaux de Tilly[21].
- 16 octobre : Wallenstein prend Rendsburg[17].
- 17 octobre : reddition des troupes danoises à Aalborg. Le général de l'armée de Wallenstein Heinrich Schlik envahit le Schleswig et le Jutland[21].
- 18 octobre : diète de Mühlhausen réunie pour discuter de la paix en Allemagne[21].
- 26 octobre : Christian IV de Danemark est destitué de sa charge de colonel du cercle de Basse-Saxe[21]. L’empereur exige la cession du Jutland et le paiement de lourdes indemnités au Danemark.
- 15-28 novembre : en Angleterre, procès en emprisonnement des « Cinq Chevaliers » du Middlesex pour avoir fait la grève de l’impôt (Darnell's Case (en))[30].
- 21 novembre : Ferdinand III devient roi de Bohême (fin en 1657)[31].
- 26 novembre : Tilly achève l'occupation de la Basse-Saxe avec la prise de Nienbourg[21].

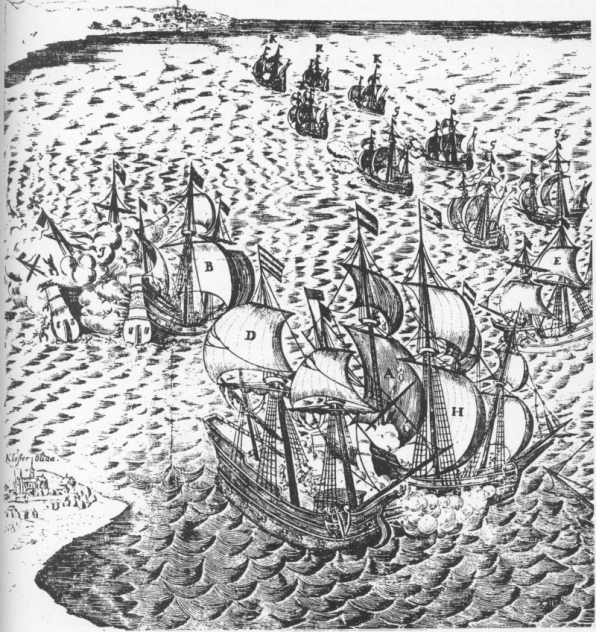
28 novembre : bataille d'Oliwa

- 28 novembre : victoire navale des Polonais sur les Suédois à la bataille d'Oliwa, près de Danzig[32].
- 18 décembre : Pappenheim prend Wolfenbüttel assiégé depuis septembre[21].

## Naissances en 1627
- 19 février : Shivaji, général marathe, fondateur du royaume marathe († 3 avril 1680).
- 14 mars : Roelant Roghman, peintre, dessinateur et graveur néerlandais († 3 janvier 1692).
- 27 mars : Stephen Fox, homme politique anglais puis britannique († 28 octobre 1716).
- 9 avril : Jean Sobiepan Zamoyski, militaire polonais († 2 avril 1662).
- 29 mai : Anne-Marie-Louise d'Orléans, dite la Grande Mademoiselle († 5 avril 1693).
- 2 août : Samuel van Hoogstraten, peintre, graveur et poète néerlandais († 19 octobre 1678).
- 27 septembre : Jacques-Bénigne Bossuet , écrivain et homme d'église français († 12 avril 1704).
- 3 octobre : Onorio Marinari, peintre italien  de natures mortes († 5 janvier 1715)[33].
- 29 novembre : John Ray, naturaliste anglais († 17 janvier 1705).
- Date précise inconnue :
  - Willem van Aelst, peintre de natures mortes de fleurs et de chasse néerlandais († 1683).
  - Franz Friedrich Franck, peintre allemand († 1687).
  - Hendrik Verschuring, peintre, graveur et dessinateur néerlandais († 26 avril 1690).
  - Matthias Withoos, peintre néerlandais († 1703).
- Vers 1627 :
- Jan de Bray, peintre portraitiste néerlandais († 1er avril 1697).

## Décès en 1627
- 3 janvier : Domenico Rivarola, cardinal italien (° 1575).
- 25 janvier : Louis Hébert, premier colon de la Nouvelle-France (° vers 1575).
- 12 février : Charles Ier, prince souverain de la maison de Liechtenstein (° 30 juillet 1569).
- 22 février : Olivier van Noort, navigateur et flibustier néerlandais (° 1558).
- 6 mars : Bandino Gualfreducci, jésuite et humaniste italien (° 1565).
- 10 mars : Elizabeth de Vere, aristocrate anglaise, comtesse de Derby et seigneur de Man (° 27 juillet 1575).
- 12 mars : Giovanni Battista Paggi, peintre italien de l'école génoise (° 27 février 1554).
- 18 mars : Asadullah Khan, prince afghan (° 11 octobre 1558).
- 22 mars : Corneille van Aarsen, homme politique et diplomate hollandais (° 1545).
- 23 mars : Lodovico Zacconi, compositeur et théoricien de la musique italien (° 11 juin 1555).
- ? mars : Ippolito Borghese, peintre italien (° ?).
- 7 avril : Bonifazio Bevilacqua Aldobrandini, cardinal italien (° 1571).
- 22 avril : Ahmed Baba, savant et homme de lettres ouest-africain (° 26 octobre 1556).
- 27 avril : Adriaen Block, navigateur et trafiquant de fourrures néerlandais (° 1567).
- 3 mai : Edward Russell, 3e comte de Bedford, aristocrate et homme politique anglais (° 20 décembre 1572).
- 13 mai : Alexandre de Schleswig-Holstein-Sonderbourg, duc de Schleswig-Holstein-Sonderbourg (° 20 janvier 1573).
- 18 mai : Valerius Herberger, théologien allemand (° 21 avril 1562).
- 20 mai : Giovanni Paolo Cavagna, peintre baroque italien  (° vers 1550 ou 1556).
- 24 mai : Luis de Gongora y Argote, poète espagnol (° 11 juillet 1561).
- 25 mai : Imai Sōkun, marchand d'armes et maître de la cérémonie du thé japonais (° 1552).
- 4 juin : Marie de Bourbon, duchesse de Montpensier (° 15 octobre 1605).
- 1er juillet : obsèques de Nathaniel Bacon, peintre anglais (° 1585).
- 9 juillet : Dirk Rafaelszoon Camphuysen, poète, peintre et théologien protestant hollandais (° 1586).
- 17 juillet : Pierre Alvarez de Tolède, militaire et homme politique espagnol (° 6 septembre 1546).
- 20 juillet : Guðbrandur Þorláksson, mathématicien, cartographe et évêque islandais (° 1541).
- 4 août : Anastase Germonio, juriste, prélat de l'église catholique, archevêque-comte de Tarentaise (° 27 février 1551).
- 5 août :
  - Aart Jansz Druyvesteyn, avocat, peintre et maire néerlandais (° 1577).
  - Giovanni Battista Ricci, peintre italien (° vers 1537).
- 19 août : Henri de Talleyrand-Périgord, comte de Chalais, aristocrate français, conspirateur (° 1599).
- 21 août : Jacques Mauduit compositeur, luthiste et humaniste français (° 16 septembre 1557).
- 25 août : Adam van Vianen, graveur et médailleur néerlandais (° 1568).
- 27 août : Francesco Maria del Monte, cardinal, diplomate et collectionneur d'art italien (° 5 juillet 1549).
- 8 septembre : Juan Sánchez Cotán, peintre espagnol  (° 25 juin 1560).
- 13 septembre : Khwaja Khizr Khan, chef de la tribu des Abdali et gouverneur héréditaires de Safa (° 28 septembre 1582).
- 20 septembre :  Jean Gruter, poète, juriste, philologue et historien flamand (° 3 décembre 1560).
- 3 octobre : Jacques Aleaume, mathématicien français (° 1562).
- Après le 8 octobre : Bartolomé González y Serrano, peintre baroque espagnol (° 1564).
- 11 octobre : Bernardo de Balbuena, poète espagnol (° 20 novembre 1562).
- 19 octobre : Wei Zhongxian, eunuque et homme politique chinois (° 1568).
- 21 octobre : Frederick de Houtman, explorateur néerlandais (° vers 1571).
- 25 octobre :
  - Charles Loyseau, jurisconsulte français (° 1566).
  - Robert Spencer, 1er baron Spencer de Wormleighton, noble anglais, pair, homme politique et propriétaire foncier (° 1570).
  - Johann Eustach von Westernach, 44e Grand maître de l'Ordre teutonique (° 16 décembre 1545).
- 28 octobre : Jahangir, quatrième empereur moghol de l'Inde (° 9 septembre 1569).
- 3 novembre : Giambattista Leni, cardinal italien (° 1573).
- 8 novembre : Louis II de Nassau-Weilbourg, comte de Nassau-Ottweiler, de Nassau-Sarrebruck, de Nassau-Wiesbaden, de Nassau-Idstein, et de Nassau-Weilbourg (° 9 août 1565).
- 9 novembre : Garret Moore, 1er vicomte Moore, homme politique et pair anglo-irlandais (° vers 1564).
- 30 novembre : Pedro Ruimonte, compositeur et musicien espagnol (° vers 1565).
- 16 décembre :
  - Sebastian Aguilera de Heredia, organiste et compositeur espagnol (° 15 août 1561).
  - Jean Chenu, jurisconsulte français (° 29 décembre 1559).
  - Jacopo Peri, compositeur italien (° août 1561).
- 21 décembre : Sakai Tadatoshi, samouraï et daimyō du début de l'époque d'Edo (° 1562).
- 26 décembre : Vincent II de Mantoue, noble italien, duc de Mantoue et de Montferrat (° 8 février 1594).
- 31 décembre : Christine de Salm, duchesse de Lorraine (° 1575).
- Date précise inconnue :
  - Piermaria Bagnadore, peintre et architecte italien (° 1550).
  - Richard Barnfield, poète anglais (° 1574).
  - Giacomo Bosio, frère servant de l'ordre de Saint-Jean de Jérusalem et l'historien de son ordre (° 1544).
  - Chey Chettha II, Prince Ponhea Nhom, roi du Cambodge (° 1573).
  - Bernardo Clavarezza, 91e Doge de Gênes (° 1560).
  - Giovanni Battista della Rovere, peintre italien de l'école lombarde (° vers 1560).
  - Paul Estienne, imprimeur mort à Genève (° 12 janvier 1566).
  - Gaspar Hovic, peintre flamand (° 1550).
  - Pons de Lauzières-Thémines, maréchal de France (° 1533).
  - Jacopo Ligozzi, dessinateur et peintre italien de l'école florentine (° 1547).
  - François de La Planche, tapissier flamand (° 10 mars 1573).
  - Po Klong M'hnai, roi du Royaume de Champā de 1622 à 1627.
  - Gilles de Ruellan, aristocrate et homme politique français (° 1545).
  - Tiberio Titi, peintre italien (° 1573).